# Alois Schnabel
Alois (Louis) Schnabel (Bécs, 1910. február 27. – 1982. szeptember 20.) olimpiai ezüstérmes osztrák kézilabdázó.
Részt vett az 1936. évi nyári olimpiai játékokon, amit Berlinben rendeztek. A kézilabdatornán játszott, és az osztrák válogatott tagjaként ezüstérmes lett.